# Sweetite
La sweetite è un minerale.